# Дружелюбовский сельский совет (Вольнянский район)
Дружелюбовский сельский совет (укр. Дружелюбівська сільська рада) — входит в состав
Вольнянского района
Запорожской области
Украины.
Административный центр сельского совета находится в 
с. Дружелюбовка.

## История
- 1986 — дата образования.

## Населённые пункты совета
- с. Дружелюбовка
- пос. Гасановка
- с. Новоивановское
- с. Новософиевка
- с. Украинка